# Alexandr Gonchenkov
Alexandr Anatolievich Gonchenkov –em russo, Александр Анатольевич Гонченков; em ucraniano, Олександр Анатолійович Гонченков, Olexandr Anatolievixh Honchenkov– (Lvov, 14 de abril de 1970) é um desportista ucraniano que competiu para a URSS no ciclismo nas modalidades de pista e rota.
Ganhou uma medalha de ouro no Campeonato Mundial de Ciclismo em Pista de 1990, na prova de perseguição por equipas. Em estrada o seu maior sucesso é a vitória numa etapa do Giro d'Italia de 1996.
Participou nos Jogos Olímpicos de Verão de 1992, ocupando o 6.º lugar na prova de perseguição por equipas.

## Medalheiro internacional
| Representando à União Soviética |                   |                 |                             |
| Campeonato Mundial              |                   |                 |                             |
| Ano                             | Lugar             | Medalha         | Competição                  |
| 1990                            | Maebashi ( Japão) | Medalha de ouro | Perseguição por equipas (A) |

## Palmarés
- 1996
  - 1 etapa do Volta à Romandia
  - 1 etapa do Giro d'Italia
- 1997
- Giro de Emília
  - 1 etapa do Tour do Mediterrâneo
  - 1 etapa do Giro di Sardegna
- Grande Prêmio Cidade de Camaiore
  - 3.º no Campeonato da Rússia em Estrada
- 1998
  - 1 etapa dos Quatro Dias de Dunquerque
- 1999
  - 1 etapa do Giro do Trentino

## Resultados nas grandes voltas
| Carreira        | 1993 | 1994 | 1995 | 1996 | 1997 | 1998 | 1999 | 2000 | 2001 |
| --------------- | ---- | ---- | ---- | ---- | ---- | ---- | ---- | ---- | ---- |
| Giro d'Italia   | Ab.  | -    | -    | 30.º | -    | Ab.  | Ab.  | -    | -    |
| Tour de France  | -    | -    | 96.º | Ab.  | Ab.  | -    | -    | -    | -    |
| Volta a Espanha | -    | -    | -    | -    | -    | -    | -    | -    | -    |